# اولاد خلوف (الجزایر)
اولاد خلوف (به عربی: أولاد خلوف) یک شهرداری در الجزایر است که در استان میله واقع شده‌است. اولاد خلوف ۱۱٬۰۵۸ نفر جمعیت دارد.